# Штурмшарфюрер

Хорунжий УНА Ярослав Куницький,
штурмшарфюрер 14-ї Дивізії Ваффен-СС «Галичина»

Штурмшарфю́рер (нім. SS-Sturmscharführer) — військове звання СС (нім. Schutzstaffel), яке існувало з 1934 до 1945 лише у військах Зброї СС, і відповідало званню гауптшарфюрер у Загальних СС та приблизно відповідало званню штабс-фельдфебель Вермахту.

Звання штурмшарфюрер було введено в червні 1934 після Ночі довгих ножів. При реорганізації СС звання штурмшарфюрер було створене як найвище звання для унтер-офіцерів у SS-Verfügungstruppe (збройових підрозділів при СС як політичній невійськовій організації) замість звання гаупттруппфюрер, яке існувало в СА.
До 1941 року Waffen-SS (війська Зброї СС) стали наступником організації SS-Verfügungstruppe, тож звання штурмшарфюрера було створено як найстарший солдатський чин. Зазвичай штурмшарфюрера призначали головним сержантським чином для цілого полку або, за деяких обставин, цілої стрілецької дивізії.
Звання Штурмшарфюрер не було тим же, що і Штабсшарфюрер. Слід наголосити, що звання Штабсшарфюрер було (обов'язковою) передумовою для отримання солдатом офіцерського звання у військах Зброї СС. А звання Штурмшарфюрер, у цілому, розглядали як найвищий ранг для солдатської кар'єри — і про офіцерську «перспективу» не йшлося.
Знаками розрізнення для штурмшарфюрера були два срібні ромби (зірки) і дві срібні вертикальні смужки. Їх носили на лівих петлицях на комірі кителя разом із погонами. На погонах же було три срібні ромби (зірки). Петлиці до 1940 року було облямовано срібним кантом (як і у всіх унтер-офіцерів); пізніше — петлиці були чорними.
Знаки розрізнення штурмшарфюрера Ваффен-СС

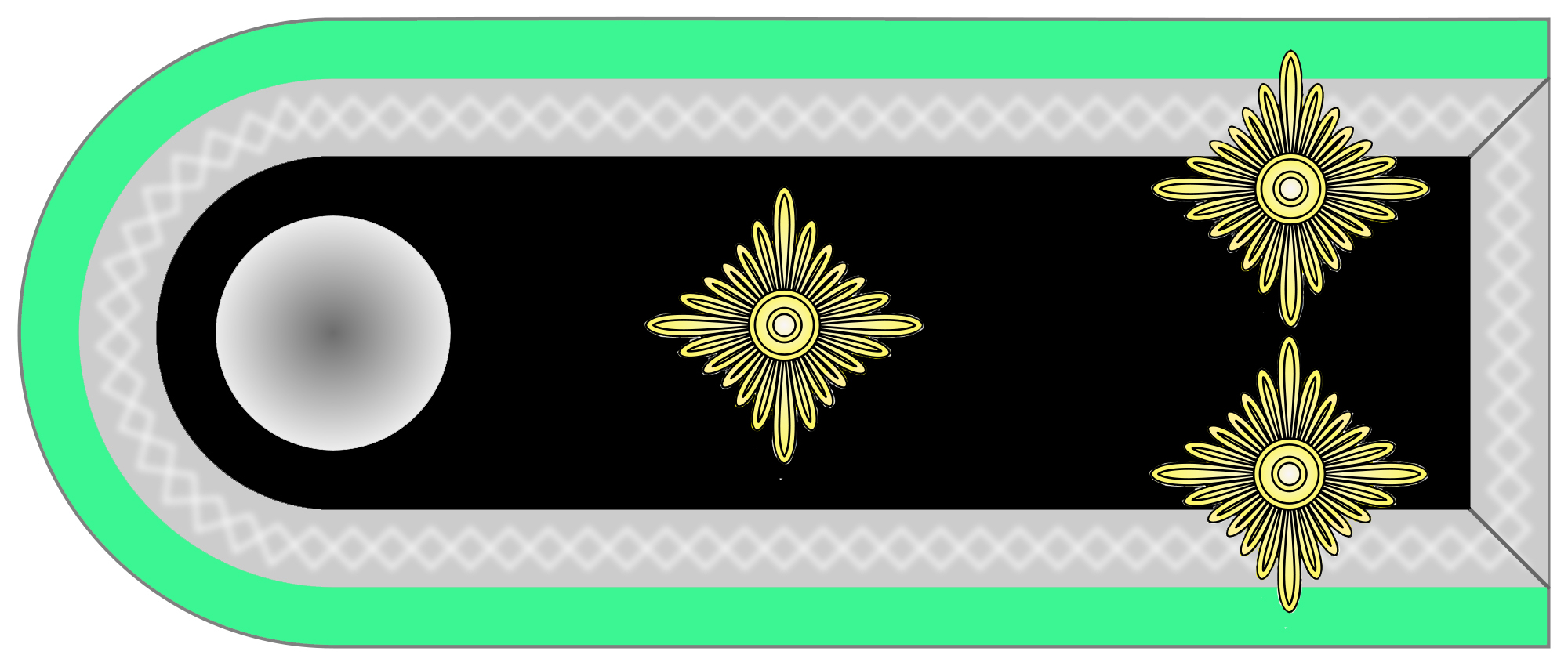
Погон
Петлиця
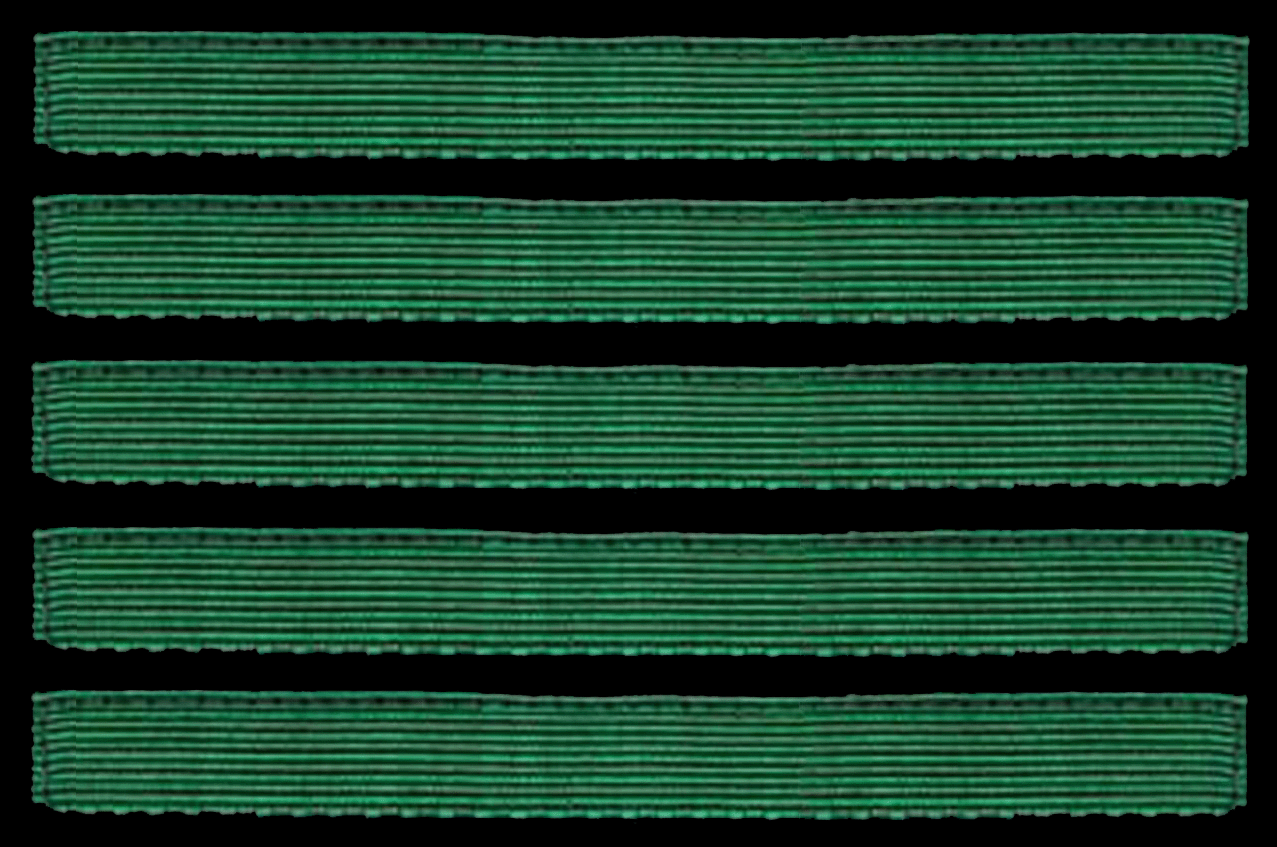
Маскувальний костюм